# Liga ASOBAL de 2009–10
A Liga ASOBAL de 2009–2010 foi a 20º edição da Liga ASOBAL como primeira divisão do handebol espanhol. Com 16 equipes participantes o campeão foi o BM Ciudad Real pela quinta vez.